# Анамски планини
Анамските планини (на лаоски: ພູຫລວງ; на виетнамски: Dãy Trường Sơn) са дълга около 1300 km и широка до 300 km (в южната част) планинска верига в източната част на полуостров Индокитай, простиращи се във Виетнам на изток, Лаос на запад и Камбоджа на югозапад. Максимална височина връх Сайлайленг 2711 m. Северната част на планините представлява кълбо от сложни гънки, изградени от камбрийски и пермски пясъчници и варовици, а южната част е остатък от древен кристалинен масив, покрит с кватернерни базалти. На север е разположена планината Чионгшон (дължина над 400 km, ширина до 100 km, височина до 2711 m), представляваща сложна система от планински хребети (с преобладаващи височини 500 – 1000 m), простиращи се от северозапад на югоизток, със заоблени върхове и характерни карстови форми. Южната част на Анамските планини е съставена от стъпаловидни и пенепленизирани кристалинни и базалтови плата – Контум, Дарлак, Нгоклин, Ми, Джиринг, Зилин и др., със стръмни източни и полегати западни склонове, които са прорязани от широки, често заблатени речни долини. На запад текат левите притоци на Меконг – Ниап, Сане, Тхен, Бангфай, Бангхианг, Конг, Сан, Те и др., а на изток – къси и бурни реки (Най, Лонгдай, Кронг, Бунг, Чакхук, Хажао, Ба, Кай и др.), вливащи се в Южнокитайско море. Източните им склонове на височина до 1000 m са покрити с влажни тропични гори, а нагоре – с иглолистни гори. Западните им склонове са заети от листопадни тропични гори и савани.